# پارک ملی نورستان
پارک ملی نورستان (انگلیسی: Nuristan National Park) یک پارک ملی در افغانستان است که توسط دولت افغانستان در ۵ ژوئن ۲۰۲۰ (مصادف با روز جهانی محیط زیست) شکل گرفت و پس از پارک ملی بند امیر و پارک ملی واخان، سومین پارک ملی در کشور است. این پارک شامل کل استان کوهستانی نورستان است که با پاکستان هم‌مرز است. به گفته فائو، یک برنامه مدیریت تفصیلی در جریان است.

## تاریخچه
پیشنهاد ایجاد پارک ملی نورستان در استان لغمان و استان کنر در ۱۹۸۱ برای اولین بار داده شد (ولایت نورستان ایجاد نشد، با جدا کردن مناطقی از دو استان در ژوئیه ۱۹۸۸ ایجاد شد). این پیشنهاد آنچه را که در آن زمان «جنگل‌های عمدتاً دست‌نخورده تحت تأثیر بادهای موسمی» نامیده می‌شد و مجموعه‌ای از گونه‌هایی که در آن زندگی می‌کنند، از جمله پلنگ، پلنگ برفی، خرس سیاه هیمالیا، و مارخور، همراه با شیوه زندگی سنتی جوامع محلی برجسته و مطرح شدند. اگرچه یک گزارش UNEP در سال ۲۰۰۳ نشان داد که ۵۲ درصد از پوشش جنگلی در استان‌های نورستان، لغمان و ننگرهار بین سال‌های ۱۹۷۷ تا ۲۰۰۲ از بین رفته است و آژانس ملی حفاظت از محیط زیست یک دهه بعد نسبت به ادامه قطع درختان غیرقانونی هشدار داد. گزارش انجمن حفاظت از حیات وحش در سال ۲۰۰۸ ادامه حضور خرس و گربه پلنگی را در کنار گرگ خاکستری، شغال زرد، سمور گلو زرد و تشی هندی با تعدادی دیگر از گربه‌ایان گزارش شده توسط مصاحبه‌شوندگان، تایید کرد. این منطقه همچنین شامل بخشی از دره‌های پیچ و وایگل، منطقه مهم پرندگان، با حداقل پنجاه و سه گونه پرنده است.